# Jiří Havel
Jiří Havel (ur. 20 sierpnia 1957 w Pradze, zm. 8 lipca 2012 w Wiedniu) – czeski polityk, ekonomista i nauczyciel akademicki, w 2006 wicepremier, poseł do Parlamentu Europejskiego.

## Życiorys
Ukończył studia w wyższej szkole ekonomicznej VŠE w Pradze. Na Uniwersytecie Karola uzyskał stopień kandydata nauk, a następnie habilitację. W 1997 objął stanowisko docenta w katedrze finansów. Po 1993 związany z organami zarządczymi i nadzorczymi różnych przedsiębiorstw (takich jak Unipetrol, Česká spořitelna i ČEZ).
Do rozwiązania był członkiem Komunistycznej Partii Czechosłowacji. W 1990 zakładał Niezależną Lewicę, ostatecznie w 1997 dołączył do Czeskiej Partii Socjaldemokratycznej. W latach 1999–2001 był pierwszym zastępcą, następnie przewodniczącym komitetu wykonawczego funduszu zarządzającego majątkiem państwowym. Od 2003 pełnił funkcję doradcy ministra finansów i premiera Czech. Od stycznia do sierpnia 2006 sprawował urząd wicepremiera do spraw gospodarczych w rządzie rządzie Jiříego Paroubka. W tym samym roku bez powodzenia kandydował do Senatu.
W wyborach europejskich w 2009 z listy ČSSD uzyskał mandat deputowanego do Parlamentu Europejskiego. Przystąpił do grupy Postępowego Sojuszu Socjalistów i Demokratów, został też członkiem Komisji Budżetowej. Zmarł w trakcie kadencji.